# Grb Svete Helene
Grb Svete Helene usvojen je 30. siječnja 1984. Sastoji se od štita na čijem se vrhu nalazi ptica plovka. Ostali dio štita prikazuje brod i brdovitu obalu otoka u pozadini. Na brodu se viori zastava Engleske.